# Ger van der Tang
Gerardus Franciscus Maria van der Tang (Den Haag, 10 oktober 1943 - Dordrecht, 31 maart 2011) was een hoogleraar rechten, werkzaam aan de Erasmus Universiteit Rotterdam.
Van der Tang staat voornamelijk bekend om zijn proefschrift, getiteld Grondwetsbegrip en grondwetsidee. De openbare verdediging van dit werk vond plaats op donderdag 26 november 1998. In dit boek verdedigt de auteur de stelling dat grondwetten, althans wat politiek-juridisch domein betreft, voldoen aan de behoefte van samenlevingen aan een basiswet. Het is een onderzoek naar het ontstaan en de ontwikkeling van het verschijnsel grondwet, in de vorm van een biografie van wat de auteur aanduidt als het grondwetsidee: de wereldwijd levende overtuiging dat de staat het niet kan stellen zonder een wet die:
- de voornaamste regels bevat inzake de staatsorganisatie
- de juridische grondslag vormt van de overheidsbevoegdheden en het overheidsoptreden.

Dit idee omvat echter meer:
- de grondwet geeft uitdrukking aan bepaalde aspiraties en verwachtingen van mensen
- de grondwet geeft een politieke gemeenschap een bepaalde waardenoriëntatie en is het steeds weer gezochte antwoord op essentiële vragen die zich in elke staat en in elk politiek stelsel voordoen.

Voor deze dissertatie heeft dr. G.F.M. van der Tang op 27 februari 2003 de zilveren Thorbecke-penning van de Thorbecke Stichting ontvangen voor zijn verdiensten op het gebied van het staatsrecht.
Buiten zijn werk aan de universiteit, was Van der Tang een gerespecteerd recensent. Hij schreef recensies voor AD/De Dordtenaar, voornamelijk van klassieke muziek.
- Bibsys: 90820788
- Bibliothèque nationale de France: cb12432674f (data)
- CiNii: DA01364294
- Gemeinsame Normdatei: 130357545
- International Standard Name Identifier: 0000 0001 1081 5236
- Library of Congress Control Number: n78026819
- Nationale Bibliotheek van Israël: 987007442837405171
- Nederlandse Thesaurus van Auteursnamen: 068388322
- Réseau des bibliothèques de Suisse occidentale: 02-A012384094
- Système universitaire de documentation: 083755977
- Virtual International Authority File: 108944455
- WorldCat: E39PCjBKw9FJcMb9dgv8WfwgXb